# Count Zero/Runners High (Szengoku Basara 4 EP)
A Count Zero | Runners High (Szengoku Basara 4 EP) (Count ZERO | Runners high ～戦国BASARA4 EP～) T.M.Revolution japán anisonénekes és a Scandal japán pop-rock együttes split lemeze, amely 2014. február 12-én jelent meg az Epic Records Japan gondozásában. A kiadvány az ötödik helyezést érte el az Oricon heti eladási listáján 30 178 példánnyal.

## Háttér
A split lemez a Szengoku Basara 4 című PlayStation 3-játék nyitó (Count Zero) és zárófőcím dalát (Runners High) tartalmazza. A lemezt egyik fél sem népszerűsítette igazán, a Scandal részéről az együttes frontembere, Haruna színházi fellépései miatt.

## Számlista
| CD    | CD                          | CD         | CD                | CD                | CD    | CD | CD | CD | CD |
|       | Cím                         | Dalszöveg  | Zene              | Hangszerelő       | Hossz |    |    |    |    |
| ----- | --------------------------- | ---------- | ----------------- | ----------------- | ----- | -- | -- | -- | -- |
| 1.    | Count Zero                  | Inoue Akio | Aszakura Daiszuke | Aszakura Daiszuke | 4:03  |    |    |    |    |
| 2.    | Runners High                | Haruna     | Tadzsika Júicsi   | Yu Odakura        | 3:57  |    |    |    |    |
| 3.    | Count Zero (Instrumental)   | —          | Aszakura Daiszuke | Aszakura Daiszuke | 4:02  |    |    |    |    |
| 4.    | Runners High (Instrumental) | —          | Tadzsika Júicsi   | Yu Odakura        | 3:54  |    |    |    |    |
| 15:57 |                             |            |                   |                   |       |    |    |    |    |

| 1. | Szengoku Basara 4 promóciós film (「戦国BASARA4」プロモーションムービー)                                                  |  |
| 2. | Szengoku Basara 4 promóciós film (Count Zero ver.) (「戦国BASARA4」プロモーションムービー (Count ZERO ver.))              |  |
| 3. | Szengoku Basara 4 promóciós film (Runners High ver.) (「戦国BASARA4」プロモーションムービー (Runners high ver.))          |  |
| 4. | T.M.Revolution \| Scandal Heiszei-kori csata: Nogizakai csata (T.M.Revolution \| SCANDAL 平成ガチBATTLE ～乃木坂の戦い～) |  |